# جولان-1000
جولان-1000 (بالإنجليزية:Golan-1000) قاذفة صاروخية متعددة سورية من عيار 500 ملم مزودة بـ3 أنابيب. تم تصنيع الراجمة جولان-1000 في عام 2017 ودخلت الخدمة عام 2018. تعمل لدى القوات البرية العربية السورية.

## الخصائص
- الوزن القتالي:
- الطول:
- الارتفاع:
- العرض:
- الطاقم: 3 أفراد
- مدة التعبئة للقاذف: 3 دقائق
- مدة الإفراغ للقاذف: 3 دقائق
- القاذف: 3 أنابيب عيار 500 ملم
- سرعة الإطلاق: 3 صواريخ بـ30 ثانية

## المستخدمون
- سوريا : +25